# Elaeocarpus cassinoides
Elaeocarpus cassinoides là một loài thực vật có hoa trong họ Côm. Loài này được A.Gray mô tả khoa học đầu tiên năm 1854.